# Fiesta monstruo
Fiesta Monstruo es el tercer álbum de la banda argentina Los Auténticos Decadentes, publicado en 1993. Este álbum tuvo la característica de contar con varios invitados, entre otros a Miguel Zavaleta y Alberto Castillo, con quienes interpretaron, con este último, una nueva versión de su éxito «Siga el baile».

## Lista de canciones
| N.º | Título                                        | Escritor(es) | Duración |  |
| 1.  | «La Marcha Decadente»                         | Daniel Eduardo Zimbello / Pablo Exequiel Armesto                                                                       | 01:48    |  |
| 2.  | «La Marca de la Gorra»                        | (Jorge Aníbal Serrano / Gustavo Daniel “Cucho” Parisi / Eduardo Alberto Trípodi / Guillermo Ricardo “Kapanga” Eijo     | 02:52    |  |
| 3.  | «Llegó el Doctor» (con Fidel Nadal)           | Diego Hernán Demarco / Martín Damián “La Mosca” Lorenzo / Pablo Marcelo “Patito” Cabanchik / Martín Alejandro Pajarola | 04:39    |  |
| 4.  | «Silbando»                                    | Jorge Aníbal Serrano                                                                                                   | 03:54    |  |
| 5.  | «Tamayo»                                      | Jorge Aníbal Serrano                                                                                                   | 04:00    |  |
| 6.  | «El Tren» (con Pipo Pescador)                 | Diego Hernán Demarco                                                                                                   | 03:28    |  |
| 7.  | «Lo que Me Gusta de Vos»                      | Jorge Aníbal Serrano                                                                                                   | 02:30    |  |
| 8.  | «Sos Mala»                                    | Gustavo Daniel “Cucho” Parisi / Jorge Aníbal Serrano / Daniel Eduardo Zimbello)                                        | 03:16    |  |
| 9.  | «Pochi Peluca» (con Miguel Zavaleta)          | Gustavo Daniel “Cucho” Parisi / Diego Hernán Demarco / Jorge Aníbal Serrano / Pablo Exequiel Armesto                   | 03:13    |  |
| 10. | «Auténtica»                                   | Jorge Aníbal Serrano                                                                                                   | 03:27    |  |
| 11. | «Siga el Baile» (con Alberto Castillo)        | Edgardo Felipe Valerio Donato / Carlos Warren                                                                          | 02:29    |  |
| 12. | «Por Amor»                                    | Jorge Aníbal Serrano                                                                                                   | 03:54    |  |
| 13. | «Vivo como un Gitano»                         | Jorge Aníbal Serrano                                                                                                   | 04:19    |  |
| 14. | «Tregua a Tu Dolor»                           | Jorge Aníbal Serrano                                                                                                   | 02:58    |  |
| 15. | «El Payaso Maldito» (con Tancredo y Gamexane) | Gustavo Daniel “Cucho” Parisi / Gustavo Eduardo “Nito” Montecchia / Jorge Aníbal Serrano                               | 03:50    |  |

## Personal
Los Auténticos Decadentes son:
• Gustavo Daniel “Cucho” Parisi: Voz.
• Jorge Aníbal Serrano: Guitarra y voz.
• Pablo Exequiel “Chucki” Armesto: Bajo.
• Pablo Marcelo “Patito” Cabanchik: Saxo.
• Daniel Eduardo “Bambi” Zimbello: Trombón.
• Diego Hernán “Musly” Demarco: Guitarra y voz.
• Gustavo Eduardo “Nito” Montecchia: Guitarra y coros.
• Guillermo Ricardo “Kapanga” Eijo: Trompeta.
• Martín Alejandro “Mugre” Pajarola: Batería.
• Eduardo Alberto “Animal” Trípodi: Percusión y coros.
• Gastón “Francés” Bernardou: Percusión.
• Martín Damián “La Mosca” Lorenzo: Percusión.
- Producción artística y dirección musical: Camilo Iezzi
- Grabado en Estudios Ion entre el 12 de julio y el 9 de agosto de 1993
- Ingeniero de grabación y mezcla: Jorge "Portu" Da Silva
- Técnico de grabación: Osvel Costa
- Asistentes: Willy Coper, Adolfo Cirigliano, José Luis Giambartone
- Masterización: Camilo Iezzi

### Tapa y contratapa
- Diseño y fotografía: Estudio Massa
- Foto y dirección: J. L. Massa
- Diseño digital: R. Heredia
- Diseño gráfico: J. Veraldi